# Uno scandalo perbene
Pour plus de détails, voir Fiche technique et Distribution.
Uno scandalo perbene est un film italien réalisé par Pasquale Festa Campanile, sorti en 1984.
Le film s'inspire de faits réels, l'affaire du smemorato di Collegno (it) ou « l'amnésique de Collegno ». Un autre film de Sergio Corbucci avec Totò est déjà sorti en 1962 sur le même sujet : L'Amnésique de Collegno.

## Synopsis
En 1927, une photo est publiée dans certains journaux d'un homme amnésique, sans papiers et sans argent qui se trouvait à l'asile de Collegno depuis un an. Seule une famille de Vérone est venu le voir.
Un homme qui se rend à Collegno pour rencontrer le mystérieux amnésique car il est convaincu qu'il s'agit de son frère, le professeur Giulio Canella (it), déclaré disparu en Macédoine pendant la guerre. La femme, Giulia Canella, qui l'accompagne n'est pas tout à fait convaincue, mais il est décidé de l'emmener à Vérone où il sera lentement réhabilité, jusqu'à ce que tous deux renouent avec leur ancien amour. Soudain, une demande arrive de Turin pour que l'homme soit emprisonné parce qu'une femme avec des enfants le désigne comme son mari. Il s'agirait d'un imprimeur coupable de divers vols et tricheries. L'affaire devient très complexe et s'étend à tout le pays. Différentes étapes du procès ont lieu. Giulia le soutient avec courage et dévouement. L'homme finit par faire deux ans de prison sur les quatre qui lui avaient été imposés comme peine. Après cela, la famille Canella (ils ont eu deux enfants) s'est installée au Brésil, où il est mort en 1941.

## Fiche technique
- Titre : Uno scandalo perbene
- Réalisation : Pasquale Festa Campanile
- Scénario : Pasquale Festa Campanile et Suso Cecchi D'Amico
- Photographie : Alfio Contini
- Musique : Riz Ortolani
- Pays de production :  Italie
- Genre : Film dramatique
- Date de sortie : 1984

## Distribution
- Ben Gazzara : l'homme sans mémoire
- Giuliana De Sio : Giulia Canella
- Vittorio Caprioli : Renzo
- Franco Fabrizi : Conte Guarienti
- Valeria D'Obici : Camilla Ghidini
- Clara Colosimo
- Sergio Rossi